# گیرنده‌های گلوکوکورتیکوئید غشایی
گیرنده‌های گلوکوکورتیکوئید غشایی (به انگلیسی: Membrane glucocorticoid receptor) یا (mGRs)، گروهی از گیرنده‌ها هستند که به گلوکوکورتیکوئیدهایی مانند کورتیزول و کورتیکواسترون و همچنین برخی از گلوکوکورتیکوئیدهای برون‌زا مانند دگزامتازون متصل شده و فعال می‌شوند.